# I liga polska w rugby (1971)
I liga polska w rugby (1971) – piętnasty sezon najwyższej klasy ligowych rozgrywek klubowych rugby union w Polsce. Tytuł mistrza Polski i zarazem puchar Polski zdobyła Polonia Poznań, drugie miejsce Lechia Gdańsk, a trzecie AZS AWF Warszawa.

## Uczestnicy rozgrywek
Do rozgrywek I ligi przystąpiło w tym sezonie 10 drużyn, w tym wszystkie dziewięć, które brały udział w rozgrywkach poprzedniego sezonu: Lechia Gdańsk, Orzeł Warszawa, Skra Warszawa, Spójnia Gdańsk, AZS AWF Warszawa, Posnania Poznań, Polonia Poznań, Czarni Bytom i Budowlani Łódź. Ponadto do rozgrywek przystąpiło Ogniwo Sopot, gdzie reaktywowano drużynę rugby seniorów.

## Przebieg rozgrywek
Rozgrywki toczyły się wiosną, rozegrano tylko jedną rundę meczów każdy z każdym, bez rewanżów. Wynikało to z zaplanowanej zmiany systemu rozgrywek – od kolejnego sezonu miały się one odbywać systemem jesień – wiosna. Jednocześnie w związku z rosnącą liczbą drużyn klasyfikacja tego sezonu miała służyć podziałowi drużyn na dwie grupy (później ligi) w kolejnym sezonie. W grupie silniejszej miało realizować sześć najlepszych drużyn tego sezonu. Rozgrywki toczyły się oficjalnie o Puchar Polski (pierwszy w historii), jednak ich zwycięzca otrzymał także tytuł mistrza Polski.
Wyniki spotkań:
|                  | Lechia Gdańsk | Orzeł Warszawa | Skra Warszawa | Spójnia Gdańsk | AZS AWF Warszawa | Posnania Poznań | Polonia Poznań | Czarni Bytom | Budowlani Łódź | Ogniwo Sopot |
| Lechia Gdańsk    | –             | 20:13          | –             | 23:3           | 12:16            | 25:0            | –              | –            | 28:3           | –            |
| Orzeł Warszawa   | –             | –              | 8:20          | 23:16          | 6:24             | –               | 11:17          | 16:12        | –              | –            |
| Skra Warszawa    | 6:3           | –              | –             | –              | –                | 15:3            | 6:9            | –            | 19:3           | 44:6         |
| Spójnia Gdańsk   | –             | –              | 9:9           | –              | 15:12            | 19:12           | –              | 3:17         | –              | 26:6         |
| AZS AWF Warszawa | –             | –              | 8:8           | –              | –                | 48:6            | –              | 25:9         | 19:9           | 64:6         |
| Posnania Poznań  | –             | 14:3           | –             | –              | –                | –               | 6:14           | 0:12         | 0:0            | –            |
| Polonia Poznań   | 6:9           | –              | –             | 9:0            | 14:13            | –               | –              | 13:0         | –              | –            |
| Czarni Bytom     | 0:19          | –              | 11:6          | –              | –                | –               | –              | –            | 14:11          | 27:0         |
| Budowlani Łódź   | –             | 6:14           | –             | 23:19          | –                | –               | 5:6            | –            | –              | 25:3         |
| Ogniwo Sopot     | 0:12          | 3:29           | –             | –              | –                | 0:21            | 0:20           | –            | –              | –            |

Tabela końcowa (na czerwono wiersze z drużynami, które w kolejnym sezonie miały grać w słabszej grupie – późniejszej II lidze):
| Pozycja | Drużyna          | Punkty razem | Bilans punktów |
| ------- | ---------------- | ------------ | -------------- |
| 1       | Polonia Poznań   | 25           | 108:50         |
| 2       | Lechia Gdańsk    | 23           | 151:47         |
| 3       | AZS AWF Warszawa | 22           | 229:85         |
| 4       | Skra Warszawa    | 21           | 133:60         |
| 5       | Czarni Bytom     | 19           | 102:93         |
| 6       | Orzeł Warszawa   | 17           | 119:132        |
| 7       | Spójnia Gdańsk   | 16           | 110:134        |
| 8       | Budowlani Łódź   | 14           | 85:122         |
| 9       | Posnania Poznań  | 14           | 62:136         |
| 10      | Ogniwo Sopot     | 9            | 24:264         |

## Inne rozgrywki
W rozgrywanych w tym sezonie mistrzostwach Polski juniorów zwycięstwo odniosła drużyna Budowlani Łódź.